# 法徳寺 (奈良市)
法徳寺（ほうとくじ）は、奈良県奈良市十輪院町にある融通念仏宗の寺院である。山号は光明山、院号は倍巌院。本尊は阿弥陀如来立像。

## 歴史
元は真言宗元興寺別院で多聞院と称したとされるが、詳細は不明。慶長10年（1605年）、倍巌上人の元で融通念仏宗に属するようになり、これをもって法徳寺の中興とする。今も住職は代々倍巌の姓を受け継いでいる。
融通念仏宗では大和十大寺の1つとされ、第10代良山上人や第14代観山上人のような高僧が出ている。

## 建造物

### 本堂
1877年（明治10年）と1892年（同25年）の火災で本堂が焼失したため、現在は磯城郡下の天理教の堂を移した本堂となっている。大きさは6間四面。
中央に本尊の阿弥陀如来立像と箱入りの十一尊天得如来画像をまつり、右脇壇に良忍上人と法明上人の両祖師画像、及び木造弘法大師坐像を安置する。その他に阿弥陀如来像、愛染明王像、多聞天像などがある。阿弥陀如来立像は穏やかな表情にゆるやかな肉どり、衣の襞も浅く整っているなど、12世紀頃の特色がよく表れている。

### 観音堂
近年建立された鉄筋造りの観音堂で、西国三十三ヶ所観音霊場の本尊に因む33体の仏像と、その化身像などが祀られている。

### 毘沙門堂
正面は境内ではなく、法徳寺山門に隣接して西隣で道路に南面する。境内から堂内へは背後から入ることができる。本尊の毘沙門天立像の前には宝鏡があり、台に『元禄十（丁丑）（1697年）正月日大黒屋七兵衛』の陰刻銘がある。本尊の背後、左右の壇には、愛染明王像、弁財天像、不動明王と庚申の三猿などがまつられている。
毘沙門天像は元、元興寺伽藍の鬼門除けの天王であったといい、北西隣の毘沙門町に存在し町名もこの毘沙門天像に由来すると伝わっていたが、1878年（明治11年）本堂に遷された。毘沙門天と弁財天は近在住民の信仰の中心となっており、毎年7月15日に夏祭りがある。

### 位牌堂
元の観音堂で、享保14年（1729年）に寺主淋渓が再建した2間四面の土蔵造。1892年（明治25年）の火災での焼失を免れた。新観音堂が完成したため、現在は位牌堂として使われている。

## ギャラリー

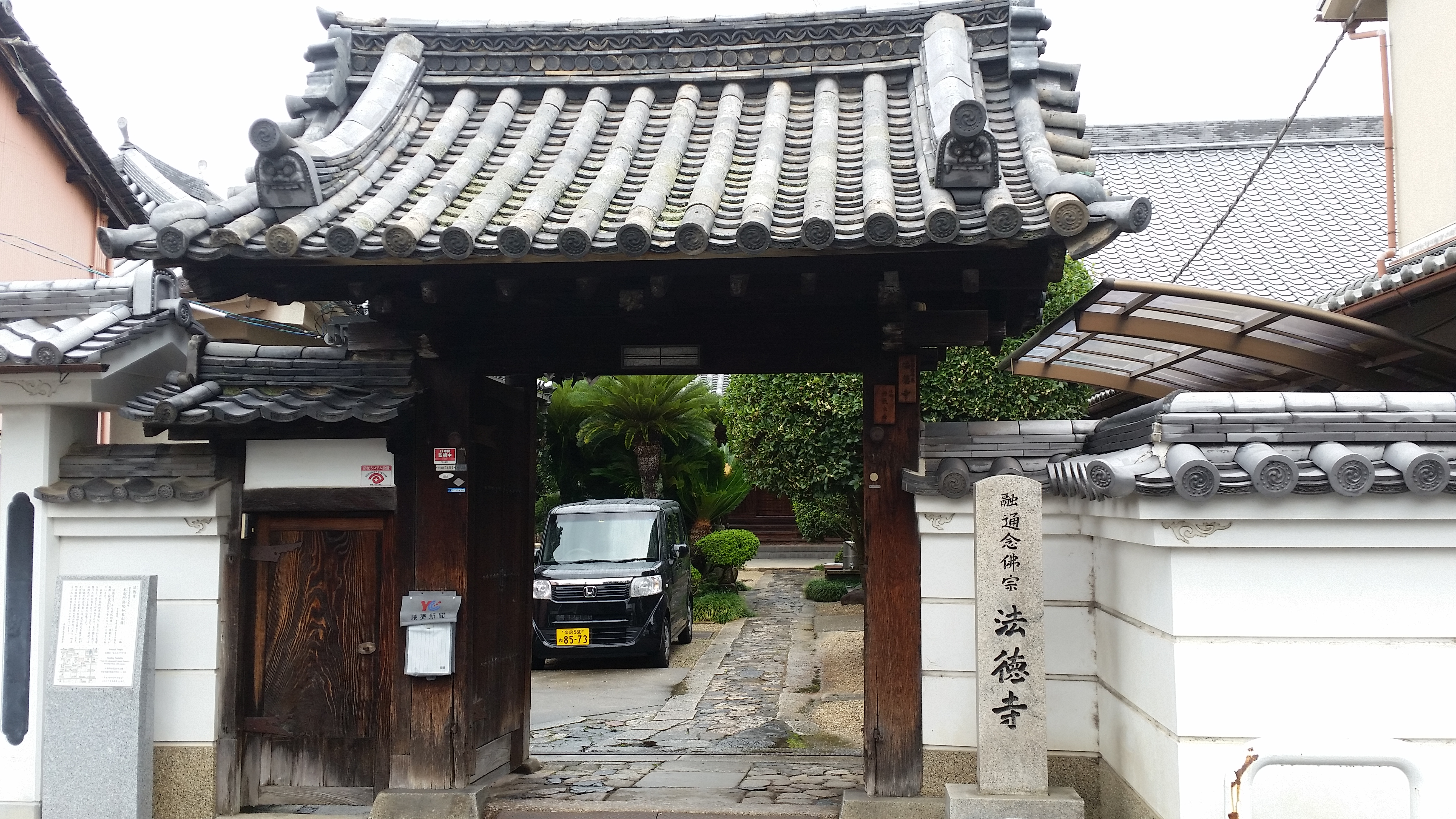
山門
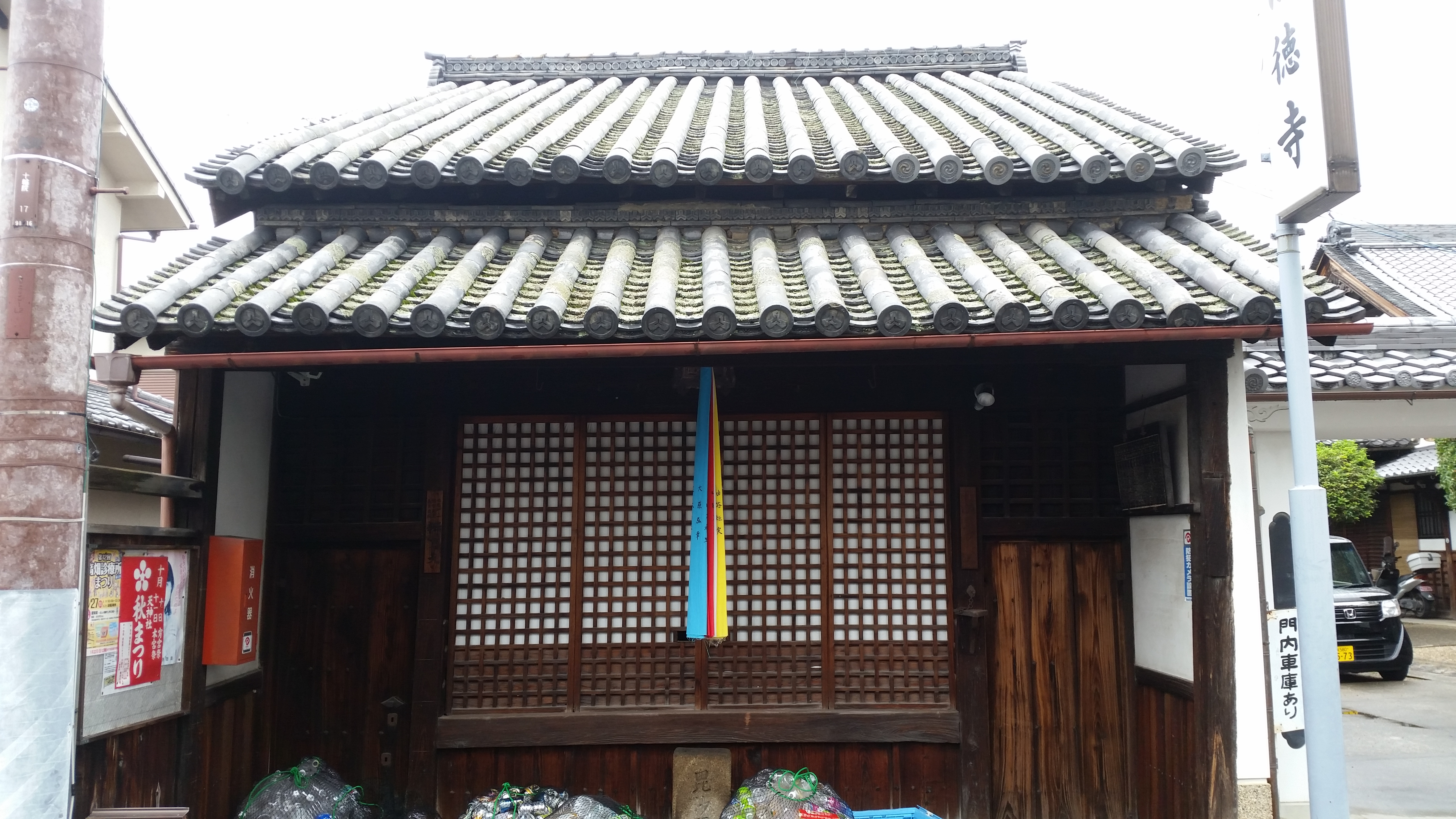
毘沙門堂
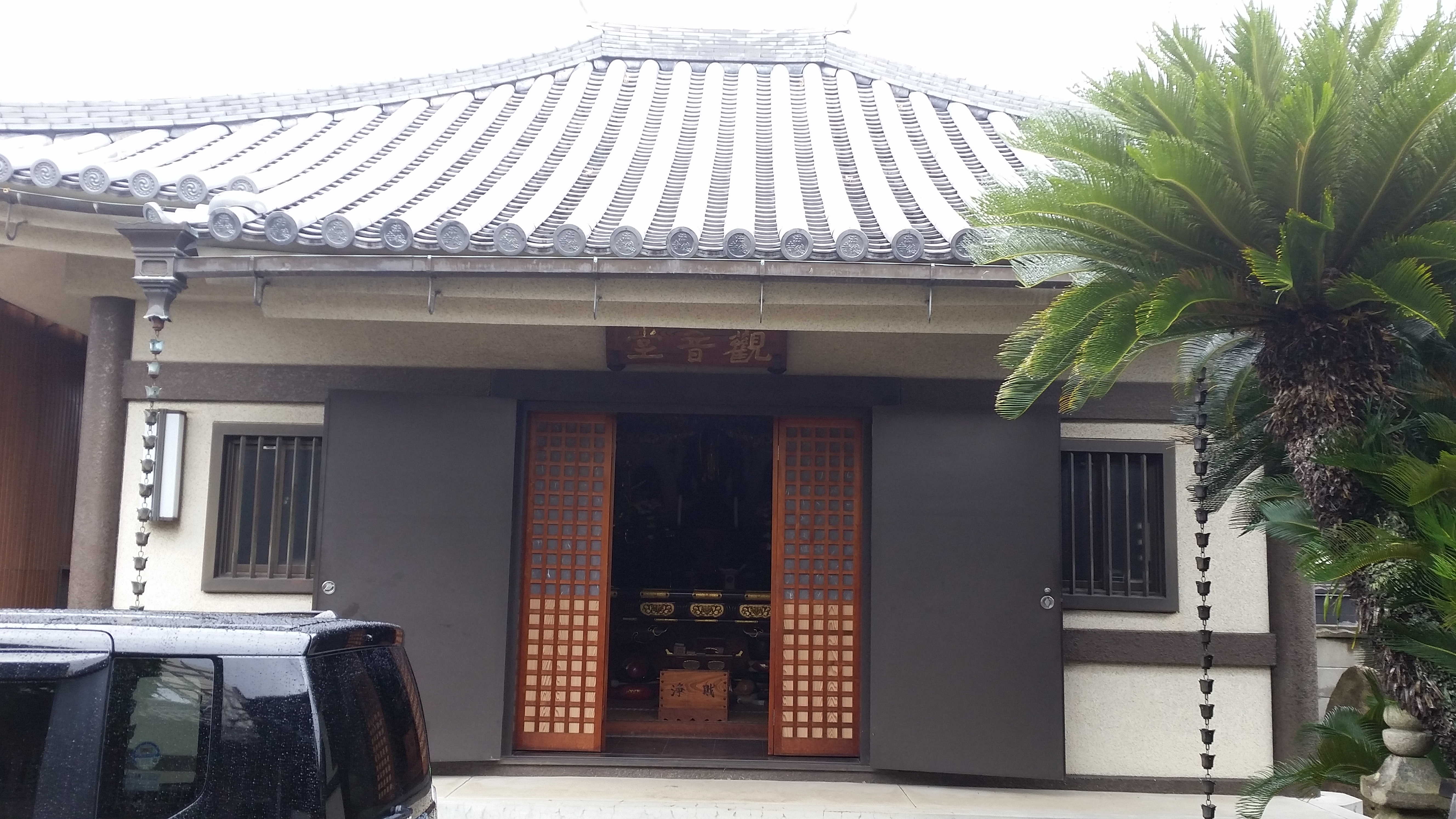
観音堂
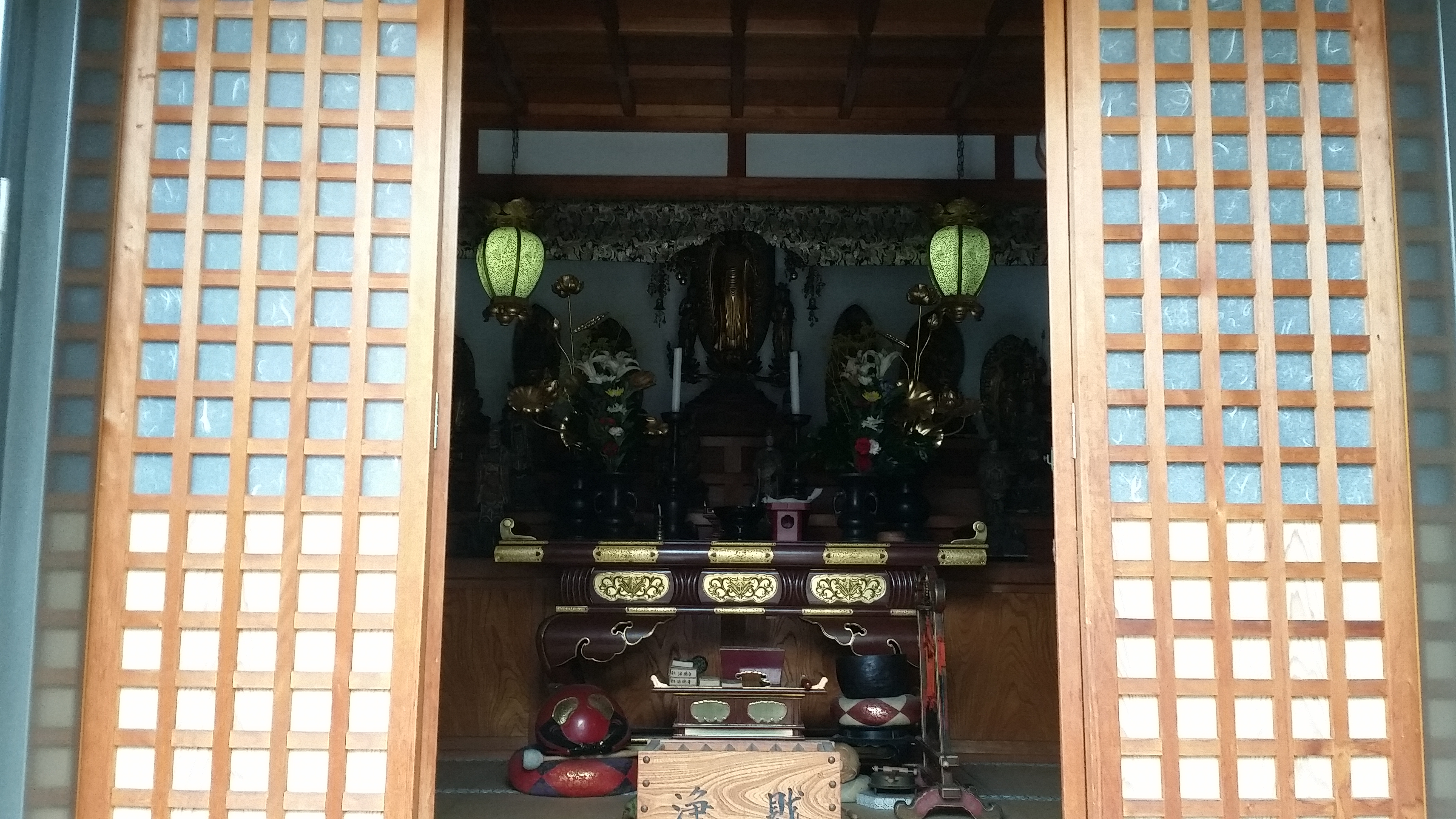
観音堂内部
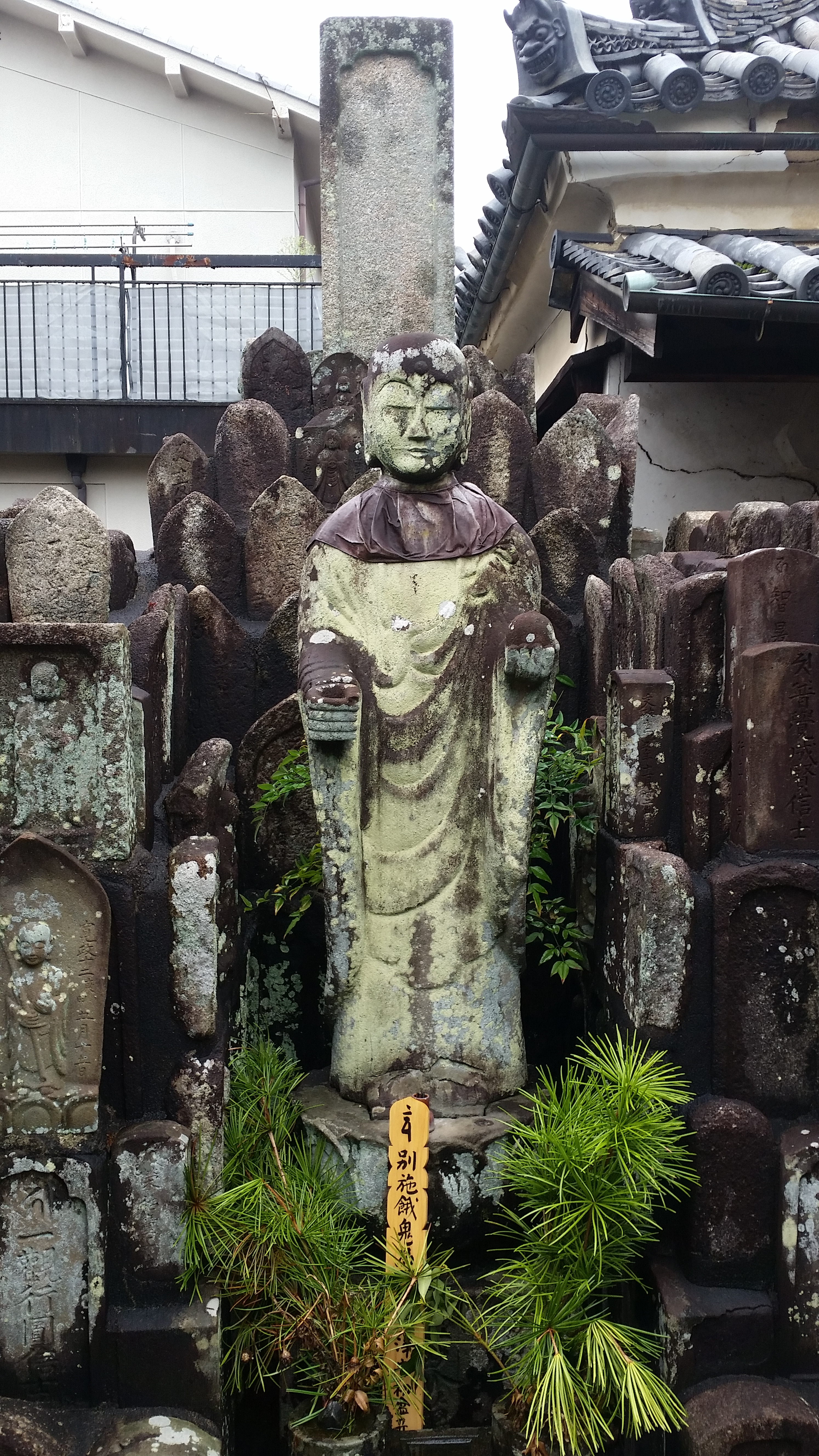
地蔵菩薩立像
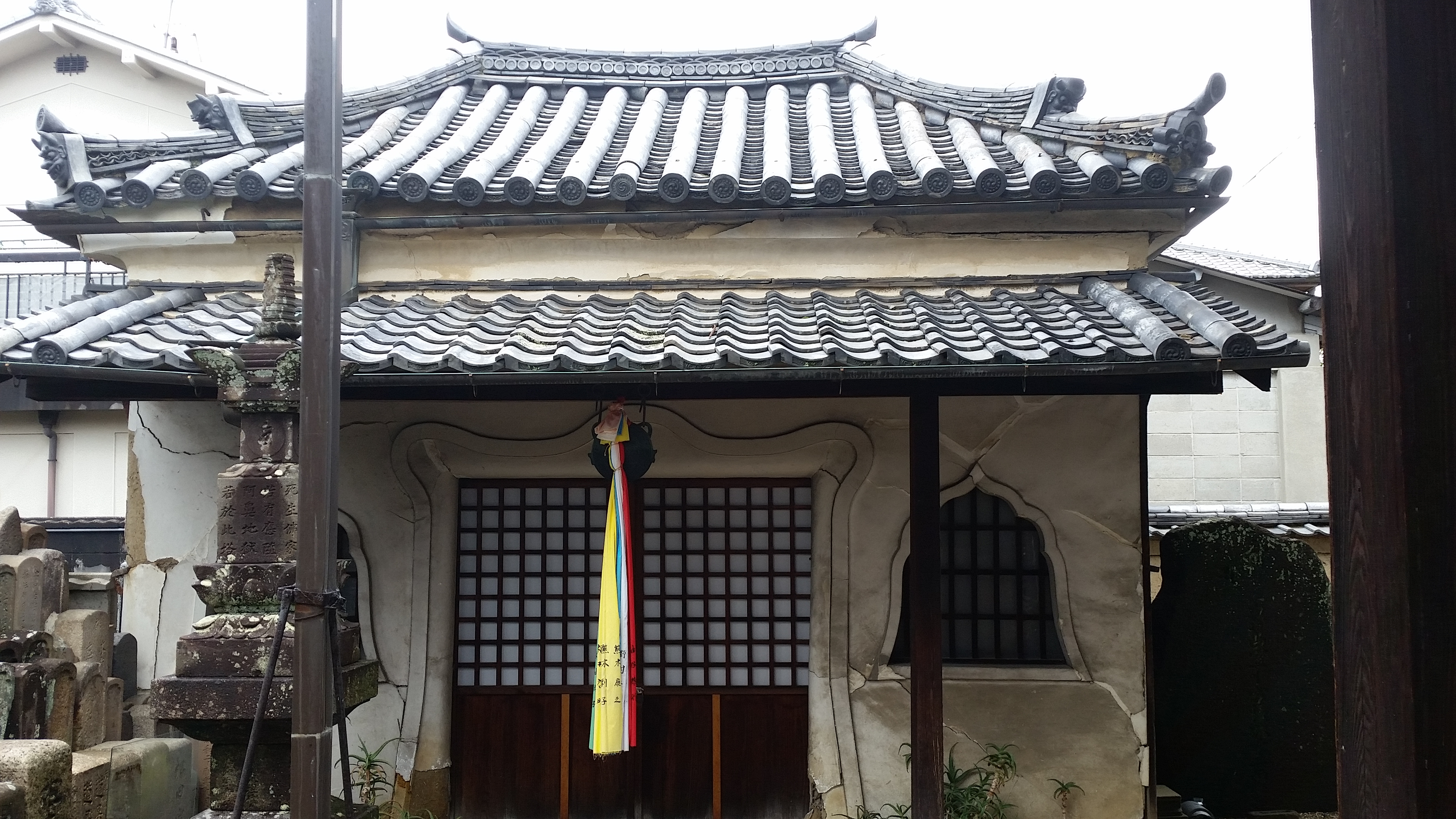
位牌堂